# Valentinianus II
Flavius Valentinianus (371 - 15 tháng 5 năm 392), thường được gọi là Valentinianus II, là Hoàng đế của Đế quốc La Mã, ở ngôi từ năm 375 cho đến năm 392.

## Thời niên thiếu và kế vị
Flavius Valentinianus là con của Hoàng đế Valentinianus I và vợ thứ hai là Justina. Ông là một người em cùng cha khác mẹ với Hoàng đế Gratianus - người đã đồng trị vì với vua cha Valentinianus I kể từ năm 367. Ông có ba người chị/em gái là Galla, Grata và Justa. Vị Hoàng đế già nua Valentinianus I qua đời trong chiến dịch ở Pannonia năm 375. Trước tình hình này, cả Gratianus (sau đó ở Trier), lẫn người chú Valens (Hoàng đế Đông La Mã) của ông đều không được các tướng lĩnh vời về kinh để tôn một trong hai người làm vua. Thay vì chỉ đơn thuần thừa nhận Gratianus là Hoàng đế kế tục vua cha, các thống soái của tiên hoàng Valentinianus I tuyên bố cậu bé bốn tuổi là Augustus vào ngày 22 tháng 11 năm 375.

## Trị vì tại Milano (375 - 387)
Gratianus buộc phải hòa giải với các vị tướng ủng hộ Valentianus, ông ta làm vua các tỉnh bên ngoài dãy Anpơ (bao gồm cả Gaul, Hispania, và Anh), trong khi Ý, một phần của Illyricum, và châu Phi do vua Valentinianus II ngự trị. Vào năm 378, người chú của ông là Hoàng đế Valens bại vong trong trận đánh khốc liệt với người Goth tại Hadrianopolis và Gratianus vời tướng Theodosius I về nhận Vương trượng Hoàng đế của Đế quốc Đông La Mã. Khi còn nhỏ, Valentinianus II nằm dưới ảnh hưởng của người mẹ theo phái Aria của ông là Hoàng thái hậu Justina, và triều đình tại kinh thành Milano, đã có sự tranh chấp ảnh hưởng với Giám mục Công giáo thành Milano là Ambrose.
Justina sử dụng ảnh hưởng của bà đối với ấu chúa Valentinianus II để phản đối phe Nicea - những người hùa theo Giám mục Ambrose. Vào năm 385, Ambrose, được sự hậu thuẫn bởi thị dân Milano, từ chối yêu cầu của Triều đình là bàn giao Nhà thờ Portian cho phái Aria. Vào năm 386, Giám mục Giáo phái Aria là Auxentius vào chầu Thái hậu Justina và Hoàng đế Valentinianus II, và Ambrose một lần nữa lại được lệnh bàn giao một nhà thờ ở kinh thành Milano cho giáo phái sử Arian sử dụng. Ambrose và tăng lữ dưới quyền quyết tâm giữ lấy nhà thờ, và triều đình đã hủy bỏ yêu cầu trên
Vào năm 383, Magnus Maximus, chỉ huy quân đoàn La Mã ở Anh, tự xưng Hoàng đế và hùng cứ ở Gaul và Hispania. Trên đường chạy loạn, Hoàng đế Gratianus bị sát hại. Trong một khoảng thời gian, Triều đình vua Valentinianus II, thông qua sự trung gian của Giám mục Ambrose, đã đi đến một sự hòa giải với kẻ cướp ngôi, và vua Theodosius I cũng phải công nhận Maximus là đồng Hoàng đế của Đế quốc Tây La Mã. Tuy nhiên, trong năm 386 hoặc 387, Maximus thân chinh kéo đại quân vượt qua dãy Anpơ tiến vào thung lũng sông Po và uy hiếp kinh thành Milano. Valentinianus II và Justina trốn sang tỵ nạn tại tỉnh Thessalonica của Theodosius I. Sau đó hai mẹ con Valentinianus II thỏa thuận với Hoàng đế Theodosius I, củng cố bởi cuộc hôn nhân của ông này với Galla, em gái Hoàng đế Valentinianus II, để trung hưng hoàng quyền của vị ấu chúa của Đế quốc Tây La Mã. Vào năm 388, Theodosius I thân chinh tổ chức hành binh về phương Tây và Maximus bị đánh cho đại bại. Mặc dù ông ta phong Hoàng đế cho cả hai cậu con trai của mình (Arcadius năm 383, Honorius trong năm 393), Theodosius vẫn trung thành với triều đại của Valentinianus I năm xưa.

## Cai trị ở Vienne(388-392)

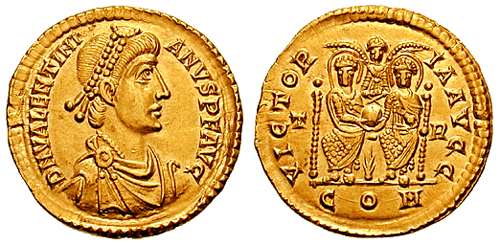
Một đồng solidus được đúc bởi Valentinian II. Trên mặt trái, cả Valentinian và Theodosius I được tôn vinh như là người chiến thắng.

Sau thất bại của Maximus, Theodosius lưu lại ở Milan cho đến năm 391. Valentinianus đã không có mặt trong lễ kỷ niệm chiến thắng của Theodosius trước Maximus. Valentinianus và triều đình của ông đã được bố trí tại Vienne ở Gaul, trong khi Theodoisus bổ nhiệm các quan chức chủ chốt ở phương Tây, và đã đúc tiền kim loại có hàm ý giám hộ ông qua năm 17 tuổi  Justina cũng đã qua đời, và Vienne đã nằm xa ảnh hưởng của Ambrose. Vị tướng đáng tin cậy của Theodosius, Arbogast người Frank, được bổ nhiệm làm Magister militum cho các tỉnh phía Tây (trừ châu Phi) và cũng người giám hộ của Valentinianus. Mặc dù trên danh nghĩa là phục vụ Valentinianus, Arbogast thực sự là quan chức của Theodosius. Trong khi vị tướng này tiến hành chiến dịch thành công trên sông Rhine, vị hoàng đế trẻ tuổi vẫn còn ở Vienne, trái ngược với người cha chiến binh của ông và anh trai ông, người đã tham gia các cuộc chiến lúc bằng tuổi ông. Sự chi phối của Arbogast đối với vị hoàng đế là đáng kể, và vị tướng này thậm chí sát hại Harmonius, một người bạn của Valentinianus bị nghi ngờ nhận hối lộ, trước sự chứng kiến của hoàng đế.
Mâu thuẫn lên đến đỉnh điểm khi Arbogast ngăn cấm hoàng đế lãnh đạo quân đội xứ Gaul tiến vào Ý để chống lại một mối đe dọa từ các tộc man rợ. Valentinianus liền đáp trả, chính thức cắt chức Arbogast.
Valentinianus cũng còn viết thư cho Theodosius và Ambrose phàn nàn của sự lệ thuộc của mình vào vị tướng này. Để từ bỏ giáo phái Aria của mình, ông mời Ambrose đến Vienne để rửa tội ông.
Tuy nhiên, vào ngày 15 tháng 5 năm 392, Valentinianus đã treo cổ tại nơi cư trú của ông ở Vienne. Arbogast vẫn cho rằng cái chết của hoàng đế là do tự sát. Trong khi nguồn chính của chúng ta, do Zosimus viết vào đầu thế kỷ thứ sáu ở Constantinopolis, nói rằng vị tướng Frank đã sát hại Valentinianus
Lúc đầu, Arbogast chấp nhận Arcadius con trai hoàng đế Theodosius là hoàng đế ở phía Tây, dường như ngạc nhiên bởi cái chết bất ngờ của mình. Sau ba tháng mà không có tin tức gì từ Theodosius, Arbogast đã chọn một quan chức triều đình, Eugenius, làm hoàng đế. Theodosius ban đầu chấp nhận chế độ này, nhưng trong tháng 1 năm 393, ông lại chọn Honorius là Augustus để kế vị Valentinianus II. Nội chiến xảy ra sau đó và trong năm 394, Theodosius đánh bại Eugenius và Arbogast.